# Haley Joel Osment
Haley Joel Osment (født 10. april 1988 i Los Angeles, Californien) er en amerikansk skuespiller.

## Filmografi (udvalg)
- 1994 - Forrest Gump (Forrest Gump Jr.)
- 1996 - Bogus (Bogus)
- 1999 - Den sjette sans (Cole Sear)
- 2000 - Giv det videre (Trevor McKinney)
- 2001 - A. I. - kunstig intelligens (David)
- 2001 - Edges of the Lord (Romek)
- 2003 - Secondhand Lions (Walter)
- 2003 - Junglebogen 2 (Mowgli) (stemme)
- 2009 - Home of the Giants (Robert "Gar" Gartland)